# Wasyl Szewczuk
Wasyl Szewczuk, ukr. Василь Шевчук (ur. 12 sierpnia 1903 w Stryju, zm. 13 września 1948 w Rzeszowie) – duchowny greckokatolicki.

## Życiorys
Po ukończeniu szkoły powszechnej kontynuował naukę w Gimnazjum Państwowym w Drohobyczu, Ukraińskim (Ruskim) Gimnazjum Męskim w Przemyślu i Gimnazjum Państwowym w Stryju. Uzyskawszy maturę wstąpił do Greckokatolickiego Seminarium Duchownego w Przemyślu. Wyświęcony został 30 marca 1930; celebs.
Po święceniach ks. Szewczuk był wikariuszem w Dorożowie pow. Sambor (1930–1931) a później administratorem w Hruszatycach pow. Przemyśl (1931–1932), Smerekowcu pow. Gorlice (1932–1934), Pawłokomie pow. Brzozów (1934–1938) i Piątkowej Ruskiej pow. Dobromil (1938–1945).
Od 1944 roku rejonowy referent gospodarczy nadrejonu UPA „Chołodnyj Jar”. W drugiej połowie kwietnia 1945 r., w obawie przed atakami polskiej partyzantki zszedł do podziemia, gdzie pod ps. „Kadyło”, „Płastun” był kapelanem „przemyskiego” kurenia UPA.
W maju 1947 r. wyruszył razem z sotnią Michała Dudy „Hromenka” do amerykańskiej strefy okupacyjnej w Niemczech. Zatrzymany 15 czerwca 1947 r. na terytorium Czechosłowacji, kiedy rozdzielił się z oddziałem z powodu choroby. 3 kwietnia 1948 r. przekazany władzom polskim. Przetrzymywany w Sanoku i Rzeszowie. Przeszedł brutalne śledztwo.
8 czerwca 1948 r. skazany na karę śmierci przez Wojskowy Sąd Rejonowy w Rzeszowie.
Wyrok został wykonany pięć dni później na dziedzińcu Zamku w Rzeszowie. Miejsce pochówku pozostaje nieznane.